# Силовик
Силови́к (мн. ч. силовики́) — представитель правоохранительных органов, разведывательных организаций, вооружённых сил и прочих государственных структур, которому государство делегирует своё право на применение силы. Эти организации принято называть «силовые министерства», «силовые ведомства», «силовые структуры».
Применительно к России это понятие часто расширяется и на представителей политических группировок, а также отдельных политических деятелей и бизнесменов, связанных с силовыми структурами России и/или СССР в настоящем или прошлом. Как сленговое слово вошло в иные языки в качестве политологического термина и широко используется в разговорной речи и журналистике при описании политических процессов современной России и постсоветских государств.

## Силовые ведомства в современной России
Политолог Беттина Ренц выделяет следующие силовые структуры Российской Федерации, существующие сейчас или ранее:
- Министерство внутренних дел;
- МЧС России;
- Министерство обороны (также Вооружённые силы и ГУ ГШ ВС);
- Федеральная служба войск национальной гвардии;
- Федеральная служба безопасности;
- Федеральное агентство правительственной связи и информации (1993—2003);
- Федеральная служба по контролю за оборотом наркотиков (до 31 мая 2016);
- Служба внешней разведки;
- Федеральная служба охраны;
- Государственная фельдъегерская служба;
- Главное управление специальных программ;
- Министерство юстиции;
  - Федеральная служба судебных приставов;
  - Федеральная служба исполнения наказаний;
- Федеральная служба по финансовому мониторингу;
- Министерство финансов;
  - Федеральная налоговая служба;
  - Федеральная таможенная служба;
- Прокуратура;
- Следственный комитет.

## Оценки роли в современной политике России

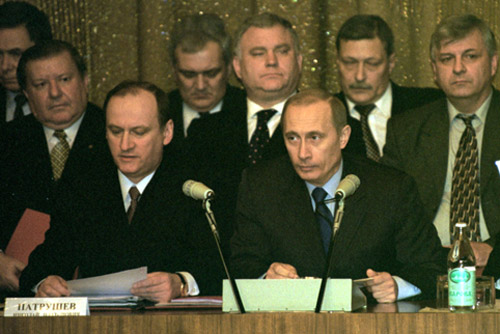
В. Путин с директором ФСБ Николаем Патрушевым на расширенном заседании коллегии ФСБ, 18 января 2002 года

Во второй половине 2007 года, в преддверии окончания второго президентского срока В. В. Путина, некоторые политические обозреватели и аналитики заявляли о резком усилении межклановой борьбы между различными «силовыми» группировками в окружении президента.
Статья в газете «Коммерсантъ» от 9 октября 2007 года под заголовком «Нельзя допустить, чтобы воины превратились в торговцев» за подписью директора Федеральной службы наркоконтроля (ФСКН) Виктора Черкесова, написанная в связи с арестом ряда сотруднков ФСКН, рассуждая о феномене «чекизма» в России 1990-х, постулировала: «Падая в бездну, постсоветское общество уцепилось за этот самый „чекистский“ крюк», — и заявляла:
Для того чтобы любая корпорация (чекистская в том числе) была здоровой, она должна быть носителем норм. Желательно, чтобы эти нормы были не только внутренними, но и общенациональными. Но они прежде всего должны быть нормами. Если нормы исчезают и наступает произвол, корпорация разрушается. Уже сейчас эксперты и журналисты говорят о „войне групп“ внутри спецслужб. <…> Каста разрушается изнутри, когда воины начинают становиться торговцами. Кем бы ни хотели быть чекисты — силой, которая выводит страну на новые открытые горизонты, или системой, обеспечивающей через закрытость какой-то вариант социальной стабилизации, мы должны беречь нормы в своей среде. А те, кто обнаруживает, что его подлинное призвание — это бизнес, должны уйти в другую среду.
Публикация В. Черкесова была расценена политическими комментаторами как признание главой федерального ведомства того, что в России идёт война спецслужб, и вызвала резонанс в обществе и СМИ. Содержание под стражей офицеров ФСКН, а также состоявшееся 16 ноября 2007 года взятие под стражу заместителя министра финансов РФ С. А. Сторчака, «рассматриваются как яркие проявления борьбы за власть между кремлёвскими кланами».
Кадровые перестановки в «силовом блоке» в мае 2008 года, после вступления в должность Президента России Д. Медведева, в итоге которых глава ФСБ Н. Патрушев занял должность секретаря Совета безопасности, вызвали комментарии о возможном возрастания роли Совбеза: «Пока трудно сказать, понижением или повышением стало назначение на этот пост Николая Патрушева. СБ может играть роль маленького бюрократического органа для проведения заседаний, и тогда его секретарь останется фигурой декоративной. Но, возможно, Владимир Путин специально продвинул на этот пост одного из самых доверенных людей, чтобы с его помощью продолжать проведение в Совбезе своей линии. Да и президент Дмитрий Медведев вчера дал понять, что роль Совета безопасности будет возрастать». Владимир Милов в августе 2008 года рассматривал их как значительное ослабление общих позиций силовиков в политике России при президенте Медведеве.
4 марта 2009 года, в связи со вторым делом ЮКОСа, политолог Дмитрий Орешкин высказал мнение, что новый процесс над Ходорковским и Лебедевым есть проявление противоборства силовиков и либералов во властной группировке: «Дело-то символическое, и если удастся его обвинить и, соответственно, отправить за решётку ещё на какие-то годы, то это знак того, что силовики контролируют ситуацию. С ними связываться нельзя, они в отличной форме, и если кто-нибудь идёт против них, то смотрите, что получается. Если же решение будет в пользу Ходорковского или не в пользу силовиков, то есть ничья, например — отправка дела на доследование, то тогда все элитные группы понимают, что силовикам не всё подвластно. Что они ослабели и их можно рвать на части».

## Силовики в других странах мира
Существуют и другие страны, где выходцы из силовых структур играют исключительную роль в политической жизни. Так же во многих странах мира силовики во всех ветвях власти представлены в том или ином виде.

### Украина
Национальная полиция Украины(НПУ)
Служба безопасности Украины(СБУ)
Национальная гвардия Украины(НГУ)
Государственная пограничная служба Украины(ГПСУ)
Национальное антикоррупционное бюро Украины(НАБУ)
Государственная специальная служба транспорта(частично)

### Зимбабве
С момента прихода к власти чёрного большинства в начале 1980-х годов значительное влияние в Зимбабве приобрели представители армии и тайной полиции (т. н. «securicrats»). Силовики являлись основной опорой бессменной власти президента Мугабе.

### Казахстан
- МО РК
- МВД РК
- КНБ РК
- АФМ РК
- ГП РК
- МЧС РК[21]